# Özge Tulu
Pour les articles homonymes, voir Özge.
Özge Tulu (née Pala le 12 mai 1981 à Ankara) est une ancienne joueuse de volley-ball turque. Elle mesure 1,85 m et jouait au poste d'attaquante. 

## Clubs
| Club                  | De        | À         |
| --------------------- | --------- | --------- |
| TED Ankara Kolejliler | 1995-1996 | 2006-2007 |
| Karşıyaka İzmir       | 2007-2008 | 2007-2008 |
| Ereğli Belediye       | 2008-2009 | 2008-2009 |
| TED Ankara Kolejliler | 2009-2010 | 2010-2011 |